# Lauren Bacall
Lauren Bacall, Betty Joan Perske (New York, 1924. szeptember 16. – New York, 2014. augusztus 12.) Golden Globe-díjas és kétszeres Tony-díjas amerikai színésznő.
Hírnevét olyan film noirrokkal alapozta meg, mint A hosszú álom (1946) vagy a Sötét átjáró (1947), de később nagy sikerű vígjátékokban is szerepelt: Hogyan fogjunk milliomost? (1953), Formatervezett nő (1957).
A filmiparban betöltött helyének köszönhetően csillagja megtalálható a Hollywood Walk of Fame-en.

## Fiatalkora
New Yorkban született Betty Joan Perske néven 1924. szeptember 16-án William Perske kereskedő és Natalie Weinstein-Bacal – akitől később a vezetéknevét is kölcsönözte – titkárnő egyetlen leányaként. A szülei zsidó bevándorlók voltak, akiknek a gyökerei Lengyelországból, Németországból és Romániából származtak. A szülei ötéves korában elváltak, ekkor kezdte el viselni az édesanyja nevét. Az apját soha többé nem látta, az anyjával Kaliforniába költöztek.

## Kezdetek
Bacall az American Academy of Dramatic Arts nevű iskolában kezdett el leckéket venni a színészetből, eközben színházi jegyszedőként dolgozott és modellkedést is vállalt. 17 éves korában Betty Bacall néven lépett fel elsőnek a Broadwayen. Az életrajzi könyve szerint találkozott példaképével Bette Davisszel is Davis hotelében. Évekkel később Davis meglátogatta a színfalak mögött Bacallt, és gratulált neki az Applause című musicalben nyújtott alakításához, melyen a Mindent Éváról is alapult.
1943-ban Howard Hawks felesége, Nancy fedezte fel Bacallt a Harper’s Bazaar divatmagazin címlapján, és sürgette a férjét, hogy csináljon a lánnyal próbafelvételeket a Gazdagok és szegényekhez. Hawks Hollywoodba hívta meghallgatásra, majd aláíratott vele egy hétéves szerződést heti 100 dollárért, és elkezdte igazgatni Bacall filmes karrierjét. Hawks kérésére cserélte le a keresztnevét Laurenre. Nancy Hawks is a szárnyai alá vette, hatására divatosan kezdett el öltözködni, és elsajátította az elegancia, jómodor és a jóízlés íratlan szabályait.

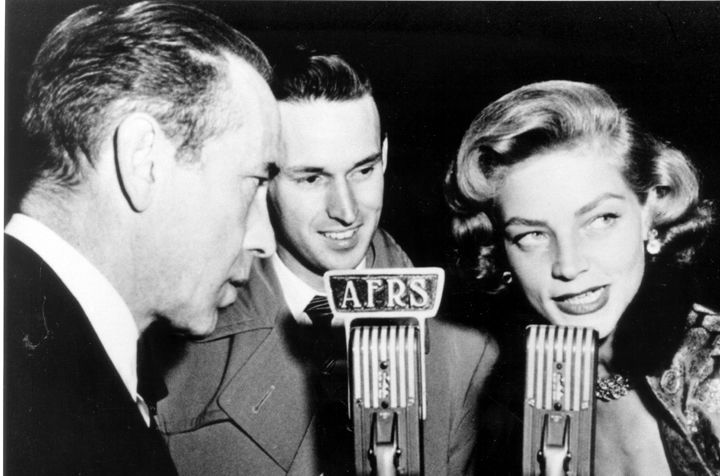
Bogart és Bacall

## Áttörés
Bacall a Szegények és gazdagok próbafelvételén ideges volt. Hogy csillapítsa remegését, az állát a mellkasához nyomta és ferdén felvont szemekkel nézett a kamerába. Ez a nézés később A pillantás néven vált ismertté, és Bacall védjegyévé vált. A forgatás alatt Humphrey Bogart, aki akkor Mayo Methot férje volt, kezdett viszonyt a nála 25 évvel fiatalabb Bacallal. Egy évvel később össze is házasodtak.
Következő filmje a Confidential Agent című kémfilm volt Charles Boyer oldalán, amit a kritikusok nagyon lehúztak. Bacall életrajza szerint a stúdiófőnök Jack Warnert nem igazán érdekelte a minőség, továbbá a karrierje ezután soha nem tudott igazán felépülni. Bár később olyan nagy sikerű film noirokban játszott, mint A hosszú álom (1946) és a Sötét átjáró (1947) vagy John Huston Key Largoja (1948).

## 1950-es évek
Több forgatókönyvet is visszautasított, mert nem találta őket elég érdekesnek, ezáltal nehéz természetű hírnévre tett szert. Annak ellenére is, hogy a főszereplésével készült filmek jó fogadtatásban részesültek. A trombitás fiatalemberben (1950) Kirk Douglas és Doris Day mellett egy kétarcú végzet asszonyát alakított. A filmre gyakran úgy hivatkoznak, mint az első nagy költségvetésű dzsesszfilmre. Szintén sikeres volt az 1953-as Hogyan fogjunk milliomost? című komédiában Marilyn Monroe oldalán.
1956-ban a Douglas Sirk rendezte A szélre írva című könnyfacsaró drámában játszott Rock Hudson és Dorothy Malone mellett. Bacall elmondása szerint nem nagyon foglalkozott a szerepével, mialatt otthon férje, Humphrey Bogart rákban haldoklott.

## Az 1960-as és '70-es évek
A hatvanas években karrierje leszálló ágba került, csak kevés filmben volt látható. Habár a színpadon nagy sikereket ért el, kétszer is elnyerte a Tony-díjat. Azon kevés filmek, melyekben szerepelt ebben az időszakban csupa nagynevű sztárok mellett történt: Majd most kiderül (1964): (Henry Fonda, Tony Curtis és Natalie Wood), Harper - Célpontban (1966): (Paul Newman, Shelley Winters, Julie Harris, Robert Wagner és Janet Leigh), Gyilkosság az Orient expresszen (1974): (Ingrid Bergman, Albert Finney és Sean Connery). 1976-ban szerepet vállalt régi barátja John Wayne utolsó filmjében, A mesterlövészben. Az erősen konzervatív Wayne és a liberális Bacall annak ellenére is barátok voltak, hogy eltérő politikai nézeteket vallottak.

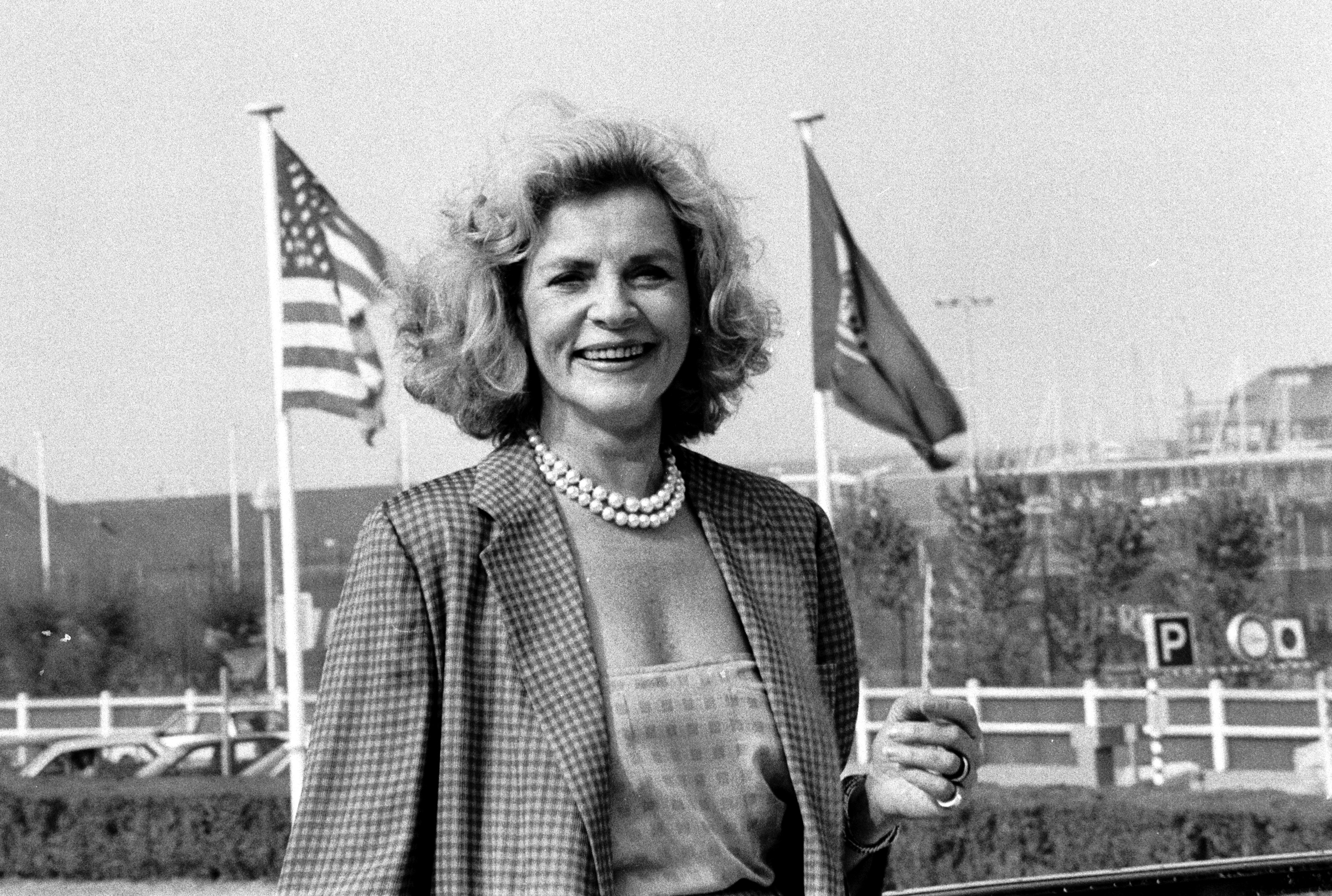
Bacall 1989-ben

## Későbbi pályafutása
A későbbiekben olyan sikeres regényadaptációkban játszott, mint a Randevú a halállal (1988) Agatha Christie könyvéből és Tortúra (1990) Stephen King írásából. 1997-ben életében először jelölték Oscar-díjra a Tükröm, tükröm című romantikus filmben nyújtott alakításáért. Igaz a Golden Globe-díjat elnyerte és sokan neki jósolták az Oscart is, de azt végül Juliette Binoche kapta meg Az angol betegért.
A 2000-es években a karrierje ismét kivirágzott. Olyan, a kritikusok által felmagasztalt produkcióban kapott lehetőséget, mint Lars von Trier kultfilmje, a Dogville - A menedék (2003) és szintén Nicole Kidman mellett a Születés (2004). 2007-ben az egyik főszerepet játszotta Paul Schrader A kísérő című drámájában.

## Magánélete
1945. május 21-én ment hozzá Humphrey Bogarthoz. A házasságukat és a nászútjukat egy ohioi farmon töltötték a Pulitzer-díjas Louis Bromfield birtokán, aki Bogart közeli barátja volt. A házaspár Bogart 1957-ben bekövetkezett haláláig együtt maradt. Egy fiuk, Stephen és egy lányuk, Leslie született. Bogart gyakran nevezte feleségét Babynek, még olyankor is, amikor mások társaságában beszélt róla. Az Afrika királynője forgatása alatt Bogart és Bacall jó barátságot kötött Bogart filmbéli partnerével, Katharine Hepburnnel és Spencer Tracyvel.
Röviddel Bogart halála után Frank Sinatrával kezdett szerelmi viszonyt. A TCM-en adott egyik interjújában azt nyilatkozta, hogy ő maga vetett véget a kapcsolatnak. Máshol azonban az életrajzában azt írta, hogy Frank Sinatra szakított vele hirtelen, mert dühös lett, hogy a sajtóban az jelent meg, hogy megkéri Bacall kezét. Bacall és barátja, Irving Paul Lazar ugyanis a hollywoodi pletykarovatot vezető Louella Parsonssal ezt az információt osztotta meg. Sinatra ezután megszakított minden kapcsolatot Bacallal és Las Vegasba ment.
1961-ben hozzáment a színész Jason Robardshoz, akitől egy fia született, Sam, belőle később szintén színész lett. Bacall 1969-ben vált el második férjétől, a válás fő okát a férfi alkoholizmusa jelentette.
A liberális nézeteket valló Bacall a Demokrata Párt elkötelezett támogatója volt, politikai nézeteit számtalan alkalommal kifejtette.
Alig egy hónappal a 90. születésnapja előtt hunyt el 2014-ben.

## Zsidó identitása
Bacall zsidó családban nőtt föl és egész életében zsidónak tartotta magát, felnőttként azonban nem gyakorolta vallását. Az 1940-50-es évek Hollywoodjában gyakran találkozott antiszemita előítéletekkel, és ez is hozzájárult ahhoz, hogy beleegyezzen abba, hogy Humphrey Bogarttal közös gyermekeiket megkereszteljék. Érdekesség, hogy Bacall unokatestvére Simón Peresz izraeli politikusnak (akinek eredeti neve Szymon Perski).

## Jelentősebb díjai és jelölései
- Oscar-díj
  - jelölés: legjobb női mellékszereplő - Tükröm, tükröm (1997)
- Golden Globe-díj
  - díj: legjobb női mellékszereplő - Tükröm, tükröm... (1997)
- BAFTA-díj
  - jelölés: legjobb női mellékszereplő - A mesterlövész (1977)
  - jelölés: legjobb női mellékszereplő - Tükröm, tükröm... (1997)

## Filmjei
| Év   | Magyar cím                          | Eredeti cím                                    | Szerep                       | Magyar hang        | Rendező               |
| ---- | ----------------------------------- | ---------------------------------------------- | ---------------------------- | ------------------ | --------------------- |
| 1944 | Szegények és gazdagok               | To Have and Have Not                           | Marie "Vézna" Browning       | Kállay Ilona       | Howard Hawks          |
| 1944 | Szegények és gazdagok               | To Have and Have Not                           | Marie "Vézna" Browning       | Borbás Gabi        | Howard Hawks          |
| 1944 | Szegények és gazdagok               | To Have and Have Not                           | Marie "Vézna" Browning       | Kovács Nóra        | Howard Hawks          |
| 1945 |                                     | Confidential Agent                             | Rose Cullen                  |                    | Herman Shumlin        |
| 1946 |                                     | Two Guys from Milwaukee                        | önmaga                       |                    | David Butler          |
| 1946 | A hosszú álom                       | The Big Sleep                                  | Vivian Sternwood Rutledge    | Borbás Gabi        | Howard Hawks (2)      |
| 1946 | A hosszú álom                       | The Big Sleep                                  | Vivian Sternwood Rutledge    | Pikali Gerda       | Howard Hawks (2)      |
| 1947 | Sötét átjáró                        | Dark Passage                                   | Irene Jansen                 |                    | Delmer Daves          |
| 1948 | Key Largo                           | Key Largo                                      | Nora Temple                  |                    | John Huston           |
| 1950 | A trombitás fiatalember             | Young Man with a Horn                          | Amy North                    | Timkó Eszter       | Kertész Mihály        |
| 1950 |                                     | Bright Leaf                                    | Sonia Kovac                  |                    | Kertész Mihály (2)    |
| 1953 | Hogyan fogjunk milliomost?          | How to Marry a Millionaire                     | Schatze Page                 | Für Anikó          | Jean Negulesco        |
| 1954 |                                     | Woman's World                                  | Elizabeth Burns              |                    | Jean Negulesco (2)    |
| 1955 | A pókháló                           | The Cobweb                                     | Meg Faversen Rinehart        |                    | Vincente Minnelli     |
| 1955 | Véres sikátor                       | Blood Alley                                    | Cathy Grainger               |                    | William A. Wellman    |
| 1956 | A szélre írva                       | Written on the Wind                            | Lucy Moore Hadley            |                    | Douglas Sirk          |
| 1957 | Formatervezett nő                   | Designing Woman                                | Marilla Brown Hagen          | Molnár Zsuzsa      | Vincente Minnelli (2) |
| 1958 |                                     | The Gift of Love                               | Julie Beck                   |                    | Jean Negulesco (3)    |
| 1959 | Az észak-nyugati határszél          | North West Frontier                            | Catherine Wyatt              | Földi Teri         | J. Lee Thompson       |
| 1964 |                                     | Shock Treatment                                | Dr. Edwina Beighley          |                    | Denis Sanders         |
| 1964 | Majd most kiderül                   | Sex and the Single Girl                        | Sylvia Broderick             | Dallos Szilvia     | Richard Quine         |
| 1964 | Majd most kiderül                   | Sex and the Single Girl                        | Sylvia Broderick             | Kubik Anna         | Richard Quine         |
| 1966 | Harper - Célpontban                 | Harper                                         | Elaine Sampson               | Kovács Nóra        | Jack Smight           |
| 1974 | Gyilkosság az Orient expresszen     | Murder on the Orient Express                   | Mrs. Harriet Belinda Hubbard | Ruttkai Éva        | Sidney Lumet          |
| 1976 | A mesterlövész                      | The Shootist                                   | Bond Rogers                  | Szerencsi Éva      | Don Siegel            |
| 1980 | Ép test, ép lélek                   | HealtH                                         | Esther Brill                 | Dallos Szilvia     | Robert Altman         |
| 1981 |                                     | The Fan                                        | Sally Ross                   |                    | Edward Bianchi        |
| 1988 | Agatha Christie: Randevú a halállal | Appointment with Death                         | Lady Westholme               | Dallos Szilvia     | Michael Winner        |
| 1988 | Agatha Christie: Randevú a halállal | Appointment with Death                         | Lady Westholme               | Menszátor Magdolna | Michael Winner        |
| 1988 | Mr. North                           | Mr. North                                      | Amelia Cranston              |                    | Danny Huston          |
| 1988 |                                     | John Huston: The Man, the Movies, the Maverick | önmaga                       |                    | Frank Martin          |
| 1989 |                                     | Tree of Hands                                  | Marsha Archdale              |                    | Giles Foster          |
| 1990 | Tortúra                             | Misery                                         | Marcia Sindell               | Faragó Vera        | Rob Reiner            |
| 1990 | Tortúra                             | Misery                                         | Marcia Sindell               | Menszátor Magdolna | Rob Reiner            |
| 1991 |                                     | A Star for Two                                 | Edwige                       |                    | Jimmy Kaufman         |
| 1991 | Gézengúzok karácsonya               | All I Want for Christmas                       | Lillian Brooks               | Tábori Nóra        | Robert Lieberman      |
| 1994 | Pret-a-porter – Divatdiktátorok     | Prêt-à-Porter                                  | Slim Chrysler                | Tímár Éva          | Robert Altman         |
| 1996 | Tükröm, tükröm                      | The Mirror Has Two Faces                       | Hannah Morgan                | Pásztor Erzsi      | Barbra Streisand      |
| 1996 | Álnokok és elnökök                  | My Fellow Americans                            | Margaret Kramer              | Várnagy Kati       | Peter Segal           |
| 1997 |                                     | Day and Night                                  | Sonia                        |                    | Bernard-Henri Lévy    |
| 1999 |                                     | Get Bruce                                      | önmaga                       |                    | Andrew J. Kuehn       |
| 1999 |                                     | Madeline: Lost in Paris                        | Madame Lacroque "hangja"     |                    | Stan Phillips         |
| 1999 | Gyémántok                           | Diamonds                                       | Sin-Dee                      |                    | John Mallory Asher    |
| 1999 |                                     | Presence of Mind                               | Mado Remei                   |                    | Antoni Aloy           |
| 1999 |                                     | The Venice Project                             | Camilla Volta grófnő         |                    | Robert Dornhelm       |
| 1999 |                                     | A Conversation with Gregory Peck               | önmaga                       |                    | Barbara Kopple        |
| 2003 | Dogville - A menedék                | Dogville                                       | Ma Ginger                    | Andai Györgyi      | Lars von Trier        |
| 2003 |                                     | Gone Dark                                      | May Markham                  |                    | Lewin Webb            |
| 2004 | A vándorló palota                   | Howl's Moving Castle                           | Puszták Boszorkánya          | Szabó Éva          | Mijazaki Hajao        |
| 2004 | Születés                            | Birth                                          | Eleanor                      | Tímár Éva          | Jonathan Glazer       |
| 2005 | Manderlay                           | Manderlay                                      | Mam                          |                    | Lars von Trier (2)    |
| 2006 | Drámai pillanatok                   | These Foolish Things                           | Dame Lydia                   |                    | Julia Taylor-Stanley  |
| 2007 | A kísérő                            | The Walker                                     | Natalie Van Miter            | Halász Aranka      | Paul Schrader         |
| 2008 | Scooby-Doo és a Koboldkirály        | Scooby-Doo! and the Goblin King                | A főboszorkány (hangja)      | Szórádi Erika      | Joe Sichta            |
| 2010 |                                     | Wide Blue Yonder                               | May                          |                    | Robert Young          |
| 2011 |                                     | The Forger                                     | Anne-Marie Cole              |                    | Lawrence Roeck        |
| 2012 | Ernest és Celestine                 | Ernest & Celestine                             | A nagy szürke                |                    | Stéphane Aubier       |
| 2012 | Ernest és Celestine                 | Ernest & Celestine                             | A nagy szürke                | Vincent Patar      |                       |
| 2012 | Ernest és Celestine                 | Ernest & Celestine                             | A nagy szürke                | Benjamin Renner    |                       |

## Fordítás
- Ez a szócikk részben vagy egészben  a   Lauren Bacall című angol Wikipédia-szócikk fordításán alapul.  Az eredeti cikk szerkesztőit annak laptörténete sorolja fel. Ez a jelzés csupán a megfogalmazás eredetét és a szerzői jogokat jelzi, nem szolgál a cikkben szereplő információk forrásmegjelöléseként.